# Anna Winlock
Anna Winlock (Cambridge, 15 september 1857 – Boston, 4 januari 1904) was een Amerikaanse astronoom. 
Ze was de dochter van astronoom Joseph Winlock en Isabella Lane. Net als haar vader was ze een menselijke computer (rekenaar) en astronoom, en ze is een van de eerste Harvard Computers.
Winlock werkte aan berekeningen met betrekking tot asteroïden, in het bijzonder (433) Eros en 475 Ocllo, en produceerde daarnaast de meest complete catalogus van sterren in de buurt van de polen. Zij heeft een grote bijdrage geleverd aan de AGK-catalogus.

## Vroege jaren
Als kind ging ze naar de Cambridge school, waar ze interesse begon te ontwikkelen in zowel wiskunde als de Grieks. Op tienjarige leeftijd had ze haar vader zien opklimmen van directeur bij het American Nautical Almanac Office in Cambridge, Massachusetts, tot directeur van het Harvard College Observatory en professor in de astronomie aan het Harvard College.
Aangemoedigd door haar vader bleek ze een bijzondere aanleg voor wiskunde te hebben en kreeg ze al vroeg interesse in observationele astronomie. Bij haar afstuderen kreeg ze een brief van haar directeur, waarin hij zijn waardering uitsprak voor haar Grieks en haar karakter. Haar vader beïnvloedde haar interesse in astronomie. Toen ze twaalf was, vergezelde ze haar vader op een expeditie om een zonsverduistering bij te wonen in zijn thuisstaat Kentucky. 
In juni 1875 overleed haar vader, kort nadat Winlock haar middelbareschoolstudies beëindigd had. Winlock volgde al snel in de voetsporen van haar vader en werd een van de eerste vrouwelijke betaalde medewerkers van het Harvard College Observatory.

## Harvard College Observatory

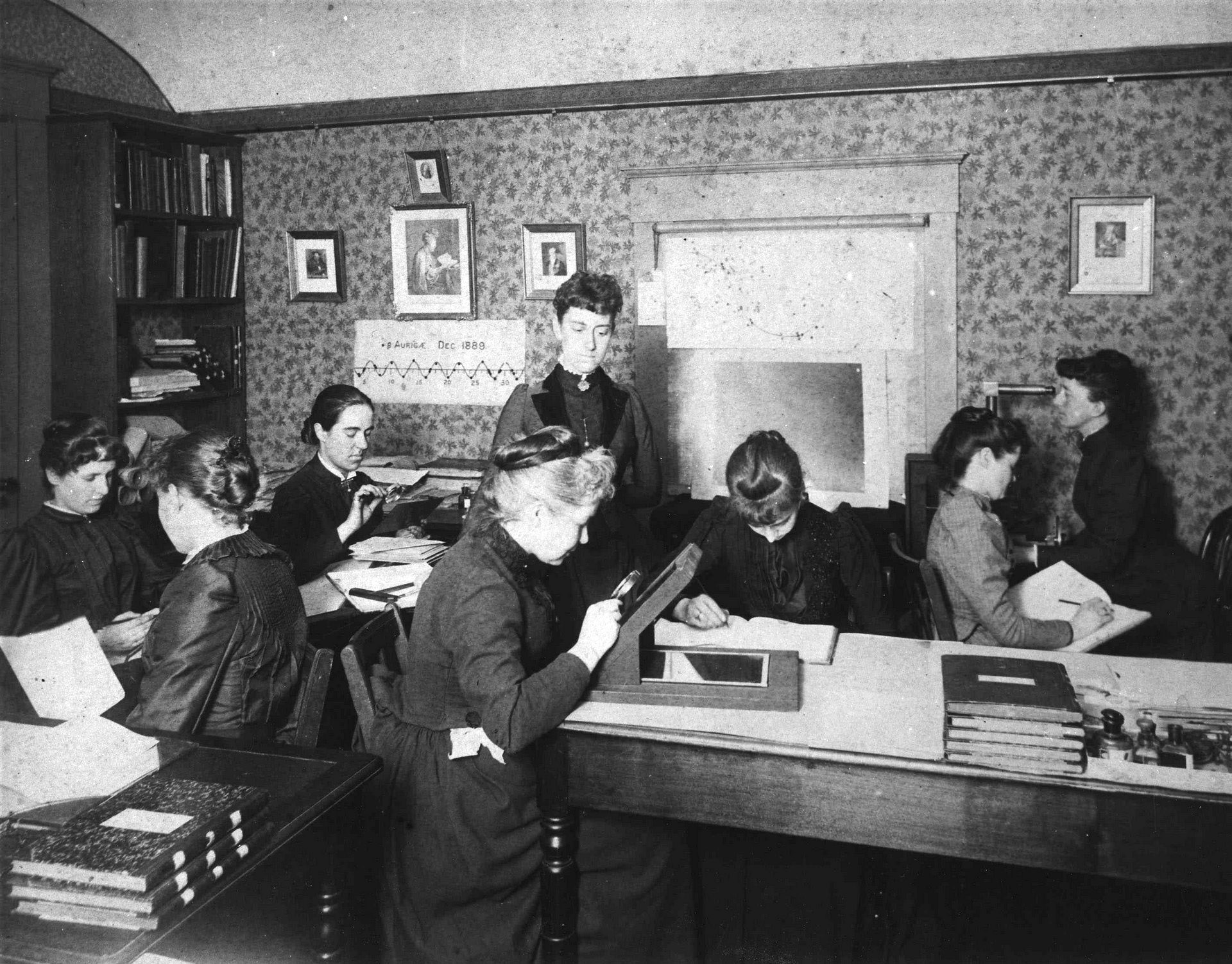
De Harvard-computers van astronoom Edward Charles Pickering

Na de dood van haar vader moest zij voor de financiële ondersteuning van haar moeder en vier broers en zussen zorgen. Al snel benaderde ze het Harvard College Observatory op zoek naar een functie als rekenaar. Ze was namelijk in staat om de grote hoeveelheden ongereduceerde waarnemingen, tientallen jaren aan getallen in een nutteloze staat, die haar vader eerder onafgemaakt had achtergelaten, te reduceren. 
De interim-directeur van het observatorium klaagde dat hij de gegevens niet kon verwerken, omdat ‘de toestand van de fondsen een bezwaar vormt tegen het inhuren van wie dan ook’. Winlock bood haar diensten aan bij het observatorium en stelde voor om de observaties te verwerken. Ze bleek al snel van onschatbare waarde voor het observatorium en werkte uitgebreid aan waarnemingen van de meridiaancirkel en nauwkeurige berekeningen voor het catalogiseren van sterren.
Doordat ze door haar vader al eerder ingewijd was in de beginselen van de wiskundige astronomie leek ze een geschikte aanwinst voor de sterrenwacht. Bovendien werd ze minder dan de helft van het destijds gangbare uurloon voor rekenaars betaald. Harvard kon haar 25 cent per uur bieden om de berekeningen uit te voeren. Winlock vond de voorwaarden acceptabel en nam de positie aan.
In minder dan een jaar kreeg ze gezelschap van drie andere vrouwen die ook als menselijke computer werkten. Ze werden bekend als Pickering's Harem en werden berucht omdat ze een ongemakkelijk voorbeeld achterlieten voor de rekenbureaus van de overheid vanwege de lage lonen en het zware werk van de vrouwen, ook al was het werk van hoge kwaliteit. Winlock vond het belangrijk dat er werk in de astronomie werd gedaan, vooral voor vrouwen. 
Naast haar berekeningen was ze ook betrokken bij het bepalen van de banen van asteroïden. Zo leverde ze een bijdrage aan de eerste studies van de planetoïde Eros, die later de eerste planetoïde werd die nauwkeurig werd bestudeerd door een ruimtevaartuig. Door haar eigen ontwikkeling als wetenschapper en haar blijvende bijdragen aan het sterrenprogramma van het observatorium diende zij als voorbeeld dat vrouwen evenzeer in staat zijn als mannen om astronomisch werk te doen.

## Belangrijke bijdragen
Gedurende haar dertigjarige carrière aan het Harvard College Observatory droeg Winlock bij aan de vele projecten waar het observatorium mee te maken kreeg. Haar belangrijkste werk bestond uit het continue en moeizame werk van het reduceren en berekenen van meridiaancirkelobservaties. Zij speelde een cruciale rol in het waarborgen van de nauwkeurigheid van de positiegegevens, wat van fundamenteel belang was voor het volgen van hemellichamen in de loop van de tijd.
Vijf jaar eerder had de sterrenwacht onder leiding van haar vader samengewerkt met meerdere buitenlandse sterrenwachten aan een project voor het opstellen van een uitgebreide sterrencatalogus. Het project werd verdeeld in secties of zones door cirkels evenwijdig aan de hemelevenaar. Kort nadat ze door het observatorium was aangenomen, begon Winlock met het werk aan het gedeelte dat de "Cambridge Zone" werd genoemd. Ze werkte meer dan twintig jaar lang aan het project en dankzij haar nauwkeurige berekeningen was Harvard een van de eerste instellingen die zijn deel van de Astronomische Gesellschaft Katalog publiceerde, een mijlpaal in de catalogisering van sterren. Het werk van haar team aan de Cambridge Zone leverde een belangrijke bijdrage aan deze cataloog. Het bevat informatie over meer dan honderdduizend sterren en wereldwijd wordt het gebruikt door veel observatoria en hun onderzoekers.
Naast haar werk aan de Cambridge Zone leverde ze ook bijdragen aan vele onafhankelijke projecten. Zij superviseerde de totstandkoming van de Observatory Annals (een verzameling tabellen met de posities van veranderlijke sterren in clusters) in 38 delen.
Winlock kreeg ook veel media-aandacht in 1901 toen zij en Dr. Simon Newcom hun gezamenlijke werk publiceerden waarin ze de baan van een pas ontdekte asteroïde, Ocllo, berekenden. Ze ontdekten dat de baan van deze asteroïde de minst cirkelvormige baan had van alle tot dan toe bekende planetoïden.

## Dood
Op 17 december 1903 bezocht ze voor de laatste keer het Harvard College Observatory en werkte ze door tijdens de feestdagen. De laatste aantekening in haar reductienotitieboekje dateert van nieuwjaarsdag 1904. Drie dagen later overleed ze onverwacht op 46-jarige leeftijd in Boston, Massachusetts. Er werd een uitvaartdienst gehouden in de St. John's Chapel in Cambridge.